# Inner Circle

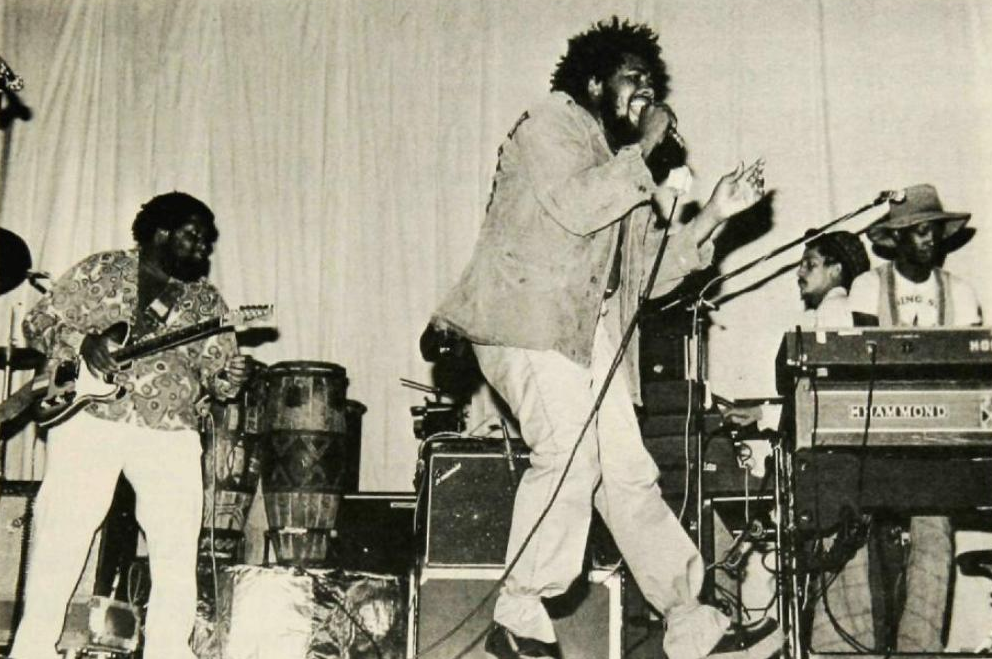
Inner Circle, 1976

Az Inner Circle reggae zenekart Ian és Roger Lewis jamaicai fivérek alapították 1968-ban. Leghíresebb számaik az 1987-es Bad Boys és az 1992-es Sweat (A La La La La Long) voltak. A Bad Boys a FOX Network televízión játszott Zsaruk című filmsorozat betétdala volt, illetve a Bad Boys filmtrilógia (Mire jók a rosszfiúk?, Már megint a rosszfiúk, Mindörökké rosszfiúk) egyik fő zenei témája. Először amerikai soul és R&B slágereket játszottak, később néhány reggae dalt feldolgoztak, főleg Bob Marley-tól.

## Zenei pályájuk
Első albumuk 1974-ben jelent meg a Trojan Records kiadónál, majd 1979-ben átszerződtek az Island Recordshoz, ahol az Everything Is Great című albumot jelentették meg, mely elvezetett a nemzetközi sikerhez.

## Jelenlegi tagok
- Ian Lewis (szül. 1953. november 1. / basszusgitár)
- Kris Bentley (ének)
- Lancelot Hall (szül. 1960. február 7. / dob és ütősök)
- Roger Lewis (szül. 1951. június 29. / gitár)
- Bernard (Touter) Harvey (szül. 1955. október 25. / billentyűsök)

## Lemezek

### Nagylemezek
- 1974 Rock The Boat
- 1975 Blame It To The Sun
- 1976 Reggae Thing
- 1977 Ready For The World
- 1978 Heavyweight Dub
- 1978 Killer Dub
- 1979 Everything Is Great
- 1980 New Age Music
- 1982 Something So Good
- 1986 Black Roses
- 1987 One Way
- 1990 Rewind!, Pt.2: The Singers
- 1991 Identified
- 1992 Bad To The Bone
- 1994 Bad Boys (aka Cops theme song)
- 1994 Reggae Dancer
- 1996 Da Bomb
- 1998 Speak My Language
- 1999 Jamaika Me Crazy
- 2000 Big Tings
- 2001 Jah Jah People
- 2001 Barefoot In Negril
- 2004 This Is Crucial Reggae

### Koncertalbum
- 1999 Forward Jah-Jah People

### Kislemezek
| Év   | Dal                          | U.S. Hot 100 | U.S. R&B | UK Singles | Album               |
| ---- | ---------------------------- | ------------ | -------- | ---------- | ------------------- |
| 1979 | "Everything Is Great"        | -            | -        | 37         | Everything Is Great |
| 1979 | "Stop Breaking My Heart"     | -            | -        | 50         | Everything Is Great |
| 1993 | "Bad Boys"                   | 8            | 58       | 52         | Bad Boys            |
| 1993 | "Sweat (A La La La La Long)" | 16           | 73       | 3          | Bad Boys            |
| 1993 | "Rock With You"              | 98           | -        | -          | Bad Boys            |
| 1994 | "Games People Play"          | 84           | -        | 67         | Reggae Dancer       |
| 1998 | "Not About Romance"          | 92           | -        | -          | Speak My Language   |

## Külső hivatkozások
- Hivatalos weboldal